# Episodi di The Zack Files (prima stagione)
La prima stagione della serie televisiva The Zack Files è stata trasmessa in anteprima in Canada dalla YTV tra il 17 settembre 2000 e il 2 aprile 2001.
| nº | Titolo originale                    | Titolo italiano | Prima TV Canada   | Prima TV Italia |
| -- | ----------------------------------- | --------------- | ----------------- | --------------- |
| 1  | Library of No Return                |                 | 17 settembre 2000 |                 |
| 2  | You Don't Say                       |                 | 18 settembre 2000 |                 |
| 3  | It's a Wonderful School             |                 | 25 settembre 2000 |                 |
| 4  | Quiet Please, I'm Reading Your Mind |                 | 2 ottobre 2000    |                 |
| 5  | Sockworld                           |                 | 9 ottobre 2000    |                 |
| 6  | Total Rewind                        |                 | 16 ottobre 2000   |                 |
| 7  | Loose Lips: A Dog's Story           |                 | 23 ottobre 2000   |                 |
| 8  | Crypt Seeker                        |                 | 30 ottobre 2000   |                 |
| 9  | Misfortune Cookie                   |                 | 13 novembre 2000  |                 |
| 10 | Run Zack Run                        |                 | 20 novembre 2000  |                 |
| 11 | Deja Vudoo                          |                 | 27 novembre 2000  |                 |
| 12 | Fiber                               |                 | 1º gennaio 2001   |                 |
| 13 | One Bad Seed                        |                 | 4 dicembre 2000   |                 |
| 14 | Photo Double                        |                 | 8 gennaio 2001    |                 |
| 15 | But I'm Too Young to Be My Dad      |                 | 15 gennaio 2001   |                 |
| 16 | Anchovy of Doom                     |                 | 22 gennaio 2001   |                 |
| 17 | Exit, Stage Fright                  |                 | 29 gennaio 2001   |                 |
| 18 | The Talented Mr. Talisman           |                 | 5 febbraio 2001   |                 |
| 19 | Sparkin'                            |                 | 12 febbraio 2001  |                 |
| 20 | This Is Your Conscience Calling     |                 | 19 febbraio 2001  |                 |
| 21 | The Switch                          |                 | 26 febbraio 2001  |                 |
| 22 | The Bottom Line                     |                 | 5 marzo 2001      |                 |
| 23 | Gone                                |                 | 12 marzo 2001     |                 |
| 24 | It's a Jungle in There              |                 | 20 marzo 2001     |                 |
| 25 | A Place of My Own                   |                 | 27 marzo 2001     |                 |
| 26 | Dinner with Grandpa                 |                 | 2 aprile 2001     |                 |